# Ваммелвуо, Анья
Анья (Аня) Лейла Хемминки Ваммелвуо (фин. Anja Leila Hemmikki Vammelvuo, 1921—1988) — финская поэтесса, писательница и драматург. Награждена медалью Pro Finlandia — высшей государственной наградой Финляндии для деятелей искусств.

## Биография
Родилась 7 октября 1921 года в общине Хаусъярви области Канта-Хяме в финско-русской семье. Её матерью была финка Хульда Мария Селин (1890—1964), а отцом — русский купец из Петербурга, который после Октябрьской революции переехал в Финляндию, сменив при этом свою фамилии Веселов на Vammelvuo, а имя Алексей — на Aake.
Окончила среднюю школу в 1941 году, училась в Хельсинкском университете. Была членом левого литературного объединения Kiila, в 1943 году был опубликован её первый сборник стихов Auringon tytär (с фин. — «Дочь солнца»). Работала журналистом и редактором.
После окончания Второй мировой войны вышла замуж за писателя и журналиста Ярно Пеннанена, который также был одним из членов объединения Kiila. С 1957 по 1960 год жила с мужем в Москве, где Пеннанен работал собкором только что организованной газеты Kansan Uutiset (с фин. — «Народные известия») — совместного органа Коммунистической партии Финляндии и Демократического союза народа Финляндии.
Опубликовала несколько сборников стихов и рассказов, две пьесы и два романа. Лауреат финской государственной премии в области литературы (за 1950, 1954 и 1971 годы). В 1969 году была награждена медалью Pro Finlandia.
Умерла в возрасте 66 лет 30 июня 1988 года в общине Туусула области Уусимаа.

## Семья
Муж — Ярно Пеннанен (1906—1969). В 1946 году у них родился сын Йотааркка Алексис Виссарион Пеннанен, ставший театральным режиссёром (первое имя было ему дано в честь героя сказки писателя Йоэля Лехтонена).